# Maica García Godoy
María del Carmen "Maica" García Godoy (Sabadell, 17 de outubro de 1990) é uma jogadora de polo aquático espanhola, medalhista olímpica.

## Carreira
García Godoy disputou quatro edições de Jogos Olímpicos pela Espanha: 2012, 2016, 2020, 2024. Ela conseguiu a medalha de prata obtida nos Jogos de Londres, em 2012, e de Tóquio, em 2020. Nos Jogos Olímpicos de Verão de 2024, em Paris, conquistou a medalha de ouro no torneio feminino do polo aquático, após vencer confronto na final contra a equipe australiana por 11–9.